# 北代誠弥
北代 誠弥（きただい しげひろ、1896年（明治29年）5月13日 - 1986年（昭和61年）1月10日）は、日本の実業家、銀行家である。

## 経歴・人物
和歌山県和歌山市に生まれ、東京帝国大学経済学部（現在の東京大学大学院経済学研究科・経済学部）に入学する。1920年（大正9年）に卒業後は日本銀行に勤務し、秘書役や外事局長、理事、札幌支店長等を歴任した。第二次世界大戦直後の1946年（昭和21年）には当時総裁を務めていた一万田尚登の補佐として副総裁に就任し、総裁と共に戦後のインフレーション抑制にあたる。
翌1947年（昭和22年）には金融面における産業の復興のために復興金融金庫（現在の日本政策投資銀行）の理事長を1949年（昭和24年）の退任まで兼任し、1966年（昭和41年）には日本ソフトウエアの社長を務めた。

## 栄典
- 勲二等瑞宝章 - 1968年（昭和43年）受章[2]。